# Okulary pływackie

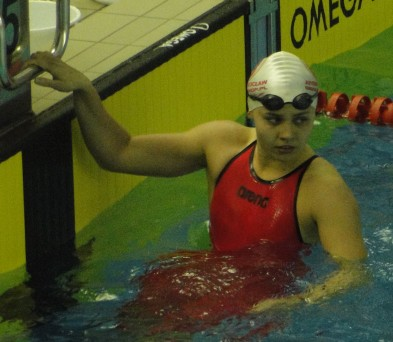
Alicja Tchórz z podniesionymi okularkami, Kraków 2012

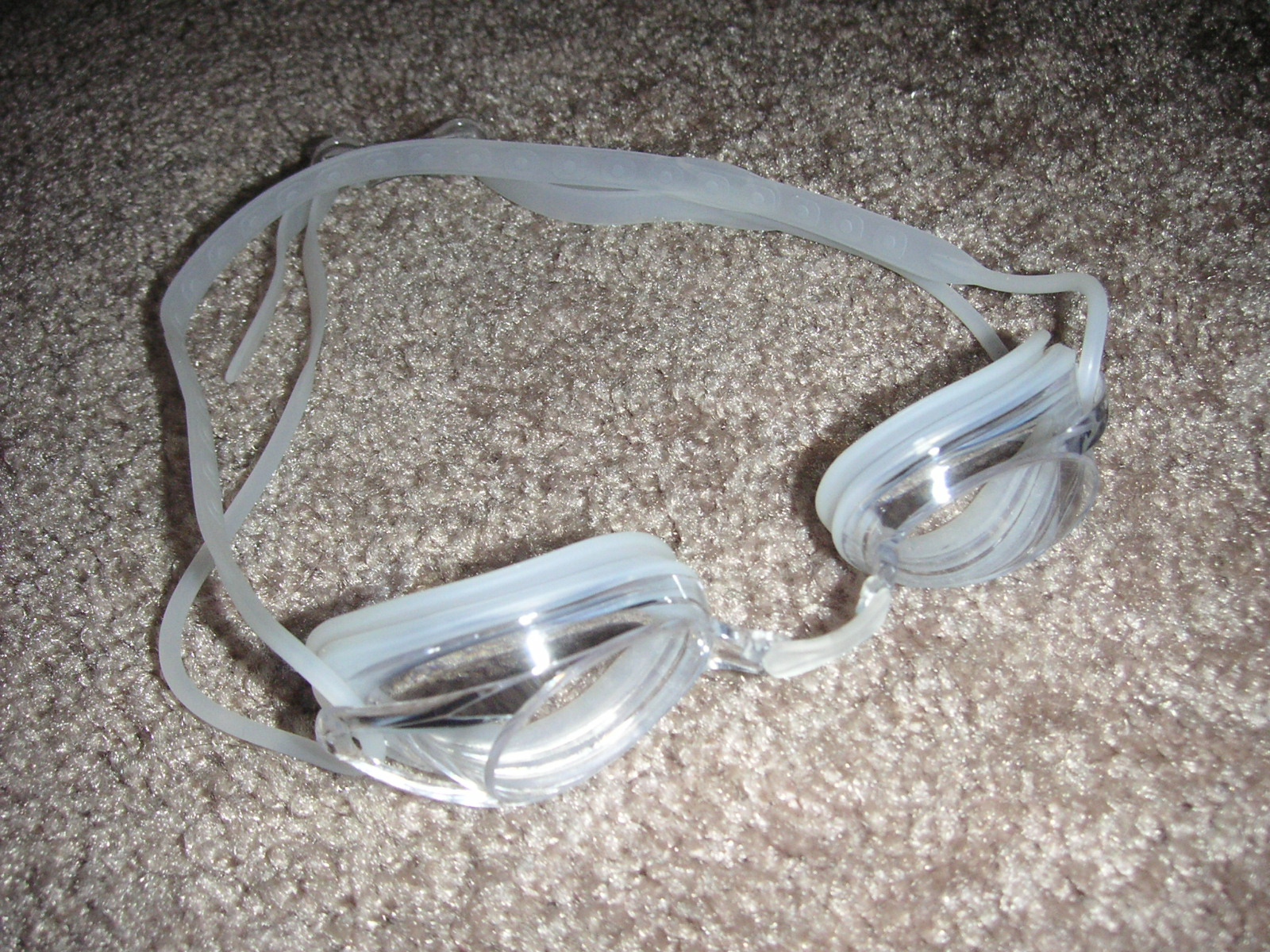
Okulary pływackie

Okulary, okularki pływackie – sprzęt pływacki służący do ochrony oczów podczas pływania i nurkowania; ponadto zwiększa komfort pływania oraz umożliwia wyraźne widzenie pod wodą.
Chlor występujący w basenie oraz sól w morzu wysuszają oczy, przez co mogą być one podrażniane, zaczerwienione i nadwrażliwe. Okulary pływackie chronią ponadto oczy przed drobnoustrojami chorobotwórczymi, które mogą wywoływać infekcje, jak na przykład bakteryjne zapalenie spojówek.
Okulary do pływania często posiadają takie atrybuty jak: filtr anti-fog, który zabezpiecza przed parowaniem szkiełek, filtr chroniący przed promieniowaniem UV czy funkcja mirror, która zapobiega odbieraniu refleksów świetlnych na wodzie.